# Juanjo Camacho
Juan José Camacho Barnola, detto Juanjo (Valencia, 2 agosto 1980), è un ex calciatore spagnolo, di ruolo centrocampista.

## Biografia
Suo padre, Juan José Camacho Barrachina, giocò per due stagioni in Segunda División con Valladolid e Calvo Sotelo. Suo fratello Ignacio, nato nel 1990, gioca dal 2011 nel Málaga.

## Carriera
Iniziò la sua carriera nelle giovanili del Real Saragozza. Nella stagione 2000-2001 giocò in Segunda División con il Recreativo de Huelva allenato da Lucas Alcaraz. Collezionò 31 presenze e 5 gol. Dopo un'esperienza al Real Madrid B e una in Scottish Premier League, al Livingston Football Club, tornò a Saragozza ed esordì con la prima squadra il 16 dicembre 2004, nella partita di Coppa UEFA giocata in Belgio contro il Club Bruges e terminata 1-1. Nella stagione 2004-2005 collezionò 5 presenze in campionato, la prima di queste il 6 marzo 2005, nella partita vinta per 1-0 contro il Racing de Santander. Con gli aragonesi vinse una Supercoppa spagnola. Nel 2006 fu ceduto al Lleida, squadra della seconda serie spagnola. Esordì il 5 febbraio 2006 nella partita vinta per 1-0 contro il Polideportivo Ejido. Collezionò 15 presenze senza gol e la squadra retrocesse in Segunda División B.
Nella stagione 2006-2007 giocò in Segunda B con gli aragonesi dell'Huesca, allenati da Manolo Villanova, allenatore di Camacho al Real Saragozza B, e sfiorò la promozione in Segunda. Camacho segnò otto reti in 33 partite e a fine stagione passò all'Unión Deportiva Vecindario. Giocò in Segunda B con la squadra delle Isole Canarie per una stagione per poi tornare all'Huesca, che aveva appena ottenuto la prima promozione in Segunda División della sua storia. Nella stagione 2010-2011, con 13 gol, è stato il miglior marcatore in campionato della squadra aragonese, allenata da Onésimo Sánchez.

## Palmarès

### Club

#### Competizioni nazionali
- Coppa di Lega scozzese: 1

Livingston: 2003-2004
- Tercera División: 1

Real Saragozza B: 2006-2007
- Segunda División B: 1

Huesca: 2014-2015